# Berillium-oxid
A berillium-oxid szervetlen vegyület, képlete BeO. Ez az amorf, szilárd anyag elektromos szigetelő, jó hővezető, ásványa a bromellit, igen hőálló.

## Előállítása
BeCO3 → BeO + CO2
Be(OH)2 → BeO + H2O
2Be + O2 → 2BeO

## Tulajdonságai
Mérgező, fehér szilárd anyag. Keménysége a Mohs-féle keménységi skála szerint 9.
Korrózió ellen és keramikák gyártásánál használják fel.

### Kristályszerkezet
A berillium-oxid kristályszerkezete wurtzit hexagonális.

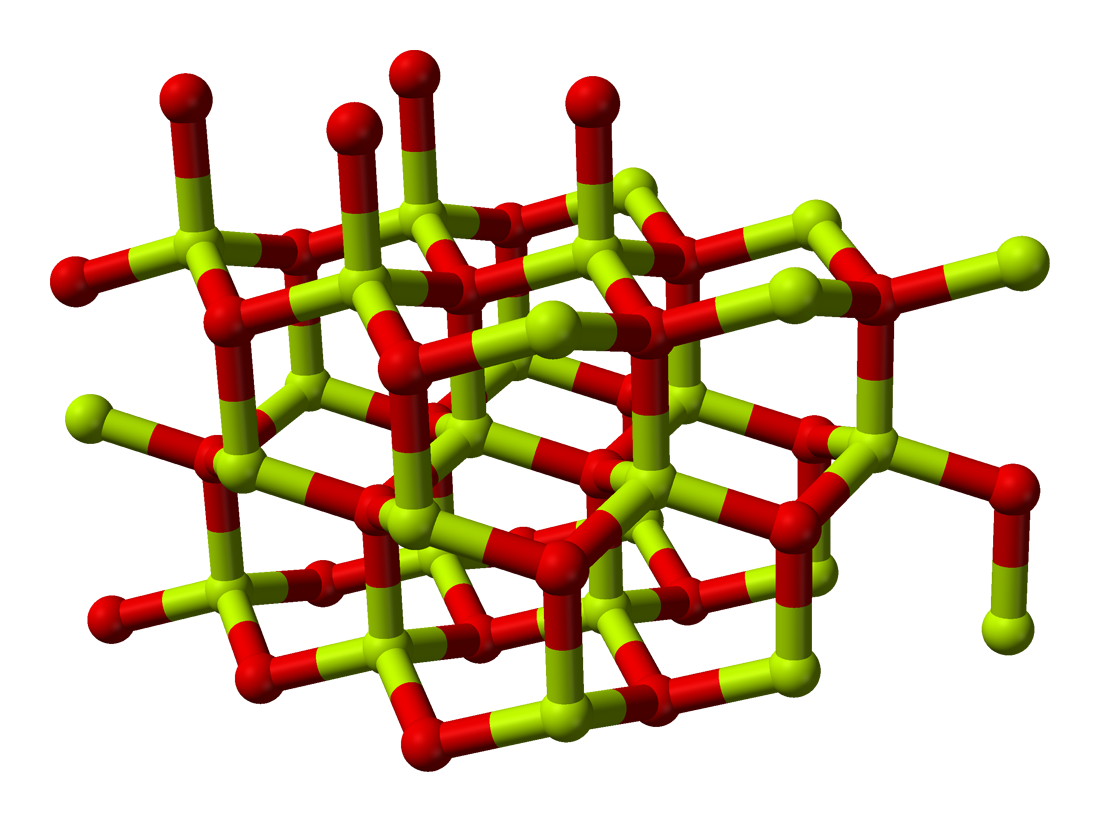
A berillium-oxid kristályszerkezete

## Biztonság
A BeO-nak mérgező hatása van.
R-mondatok:
- R49
- R25
- R26
- R36/37/38
- R43
- R48/23

S-mondatok
- S53
- S45

## Fordítás
Ez a szócikk részben vagy egészben  a   Beryllium oxide című angol Wikipédia-szócikk fordításán alapul.  Az eredeti cikk szerkesztőit annak laptörténete sorolja fel. Ez a jelzés csupán a megfogalmazás eredetét és a szerzői jogokat jelzi, nem szolgál a cikkben szereplő információk forrásmegjelöléseként.